# نیم‌گروه

خاصیت شرکتپذیری الصاق رشته‌ها

ساختارهای جبری بین ماگماها و گروه‌ها: یک نیم-گروه ماگمایی است که خاصیت شرکت‌پذیری دارد. یک تکوار (مونوئید) نیم‌گروهی است که عضو همانی داشته باشد.

در ریاضیات نیم‌گروه (به انگلیسی: semigroup) ساختاری جبریست که یک مجموعه مجهز به عمل دوتایی شرکت‌پذیر است.
عملیات دوتایی یک نیم‌گروه اغلب به صورت ضربی: {\displaystyle x.y} یا {\displaystyle xy} نوشته شده که نتیجه اعمال عمل نیم‌گروه به زوج مرتب {\displaystyle (x,y)} می باشد. شرکت‌پذیری را برای تمام {\displaystyle x,y,z} درون نیم‌گروه به صورت صوری {\displaystyle (x.y).z=x.(y.z)} بیان می کنند.
نیم‌گروه‌ها را می توان به عنوان حالت خاصی از ماگماها در نظر گرفت، که در آن عمل دوتایی شرکت پذیر است. یا می توان آن ها را به صورت تعمیمی از گروه ها بدون الزام به وجود عنصر معکوس پذیر در نظر گرفت.
همچون گروه ها و ماگماها، عمل نیم‌گروه ها نیز لزوماً جابجایی نیستند، بنابر این {\displaystyle x.y} لزوماً برابر با {\displaystyle y.x} نیست؛ یک مثال شناخته شده از عملیاتی که شرکتپذیر است اما ناجابجایی است، عمل ضرب ماتریسی است. اگر عمل نیم‌گروه جابجایی باشد، آنگاه به نیم گروه مورد نظر، نیم‌گروه جابجایی گویند.

## تعریف
یک نیم‌گروه، مجموعه ای چون {\displaystyle S} با عمل دوتایی "." (یعنی تابعی چون {\displaystyle .:S\times S\leftarrow S}) است به گونه ای که در خاصیت شرکت‌پذیری صدق کند:
برای تمام {\displaystyle a,b,c\in S}، معادله {\displaystyle (a.b).c=a.(b.c)} برقرار است.
به طور خلاصه تر می توان گفت که نیم‌گروه یک ماگمای شرکت پذیر است.